# Нова Роща
Нова Ро́ща (рос. Новая Роща) — селище у складі Макушинського округу Курганської області, Росія. 
Населення — 78 осіб (2010, 135 у 2002).
Національний склад станом на 2002 рік:
- росіяни — 99 %